# Platychile pallida
Platychile pallida — вид жуків родини Carabidae, єдиний вид роду Platychile.
Нічні жуки, поширені в Південній Африці. Мешкають у асоціації з близьким денним видом турунів Eurymorpha cyanipes. Трапляються на піщаних ґрунтах на віддалі від водойм, личинки риють глибокі нірки.
Рід є близьким до жуків-стрибунів, але його систематичне положення лишається неясним.